# 1988-as magyar öttusabajnokság
Az 1988-as magyar öttusabajnokságot Budapesten, július 19. és 23. között rendezték meg. A viadalt Baráth Nándor nyerte meg, akinek ez volt az első és egyben egyetlen egyéni bajnoki címe. A csapatversenyt is Budapesten rendezték és az Újpesti Dózsa nyerte.
A nők versenyeit is külön rendezték meg Győrben. Az egyéni bajnokságot Kovács Irén, a csapatbajnokságot a Győri ÁÉV nyerte.

## Eredmények

### Férfiak

#### Egyéni
| Hely | Név            | Klub          | Eredmény |
| ---- | -------------- | ------------- | -------- |
| 1.   | Baráth Nándor  | Bp. Honvéd    | 5150     |
| 2.   | Dobi Lajos     | Csepel SC     | 5076     |
| 3.   | Fábián László  | Bp. Honvéd    | 5037     |
| 4.   | Balaska Zsolt  | Újpesti Dózsa | 5019     |
| 5.   | Pászti Csaba   | BVSC          | 5014     |
| 6.   | Divéky Gábor   | Bp. Honvéd    | 5004     |
| 7.   | Mizsér Attila  | Újpesti Dózsa | 4978     |
| 8.   | Molnár Gábor   | Bp. Honvéd    | 4946     |
| 9.   | Martinek János | Bp. Honvéd    | 4914     |
| 10.  | Bárdi Róbert   | Újpesti Dózsa | 4879     |

#### Csapat
| Hely | Név                                                            | Klub          | Eredmény |
| ---- | -------------------------------------------------------------- | ------------- | -------- |
| 1.   | Mizsér Attila, Balaska Zsolt, Bárdi Róbert, Kálnoki Kis Attila | Újpesti Dózsa | 20 971   |
| 2.   | Divéky Gábor, Martinek János, Fábián László, Molnár Gábor      | Bp Honvéd     | 20 684   |
| 3.   | Dobi Lajos, Kéri László, Sárfalvi Péter, Hanzély Ákos          | Csepel SC     | 20 473   |
| 4.   |                                                                | Alba Volán    | 19 194   |
| 5.   |                                                                | MAFC          | 19 043   |
| 6.   |                                                                | BVSC          | 18 959   |

### Nők

#### Egyéni
| Hely | Név              | Klub      | Eredmény |
| ---- | ---------------- | --------- | -------- |
| 1.   | Kovács Irén      | Győri ÁÉV | 5240     |
| 2.   | Heilig Anita     | Győri ÁÉV | 5164     |
| 3.   | Tulok Andrea     | Győri ÁÉV | 4951     |
| 4.   | Temesi Krisztina | Csepel SC | 4896     |
| 5.   | Németh Andrea    | MAFC      | 4869     |
| 6.   | Kovács Erzsébet  | Győri ÁÉV | 4832     |

#### Csapat
| Hely | Név                                        | Klub       | Eredmény |
| ---- | ------------------------------------------ | ---------- | -------- |
| 1.   | Kovács Irén, Heilig Anita, Tulok Andrea    | Győri ÁÉV  | 16 142   |
| 2.   | Temesi Krisztina, Kárpáti Hajnalka, Kovács | Csepel SC  | 15 171   |
| 3.   | Emhő Réka, Perczel, Szeles                 | MAFC       | 12 479   |
| 4.   |                                            | Alba Volán | 11 275   |